# Анна Сінодіну
Анна Сінодіну (*21 листопада 1927, Лутракі—7 січня 2016) — грецька актриса і політик.
Анна Сінодіну є одним із членів-засновників  Національного театру Греції, вона також є засновником  театру Лікавіт, в якому упродовж багатьох років була імпресаріо.

## Біографія

### Ранні роки
Анна Сінодіну народилася в Лутракі в 1927 році. Вона була восьмою дитиною в родині. В сім'ї отримала православну християнську освіту. Анна навчалася у гімназії в Афінах, займалася також балетом і музикою. Театральну освіту Сінодіну здобула у Національній школі драми при Національному театрі Греції. Після її закінчення працювала у  Національному театрі.

### Творча біографія
Сінодіну досягла величезного успіху, виконуючи ролі в п'єсах класичного і сучасного репертуару. Вона зіграла 17 героїнь в трагедіях і комедіях античних авторів («Антігона», «Електра», «Андромаха», «Іфігенія», «Лісістрата»). Анна зіграла у численних п'єсах, особливо Шекспіра, і багатьох грецьких драматургів. В  Театрі Лікавіт Анна Сінодіну працювала над новою інтерпретацією античної драми. Брала участь у новаторських театральних заходах: організації мобільного складу театру, який би міг гастролювати провінціями країни. Вона брала участь у гастролях за кордоном, а також у багатьох міжнародних фестивалях у  Франції, Югославії,  Італії,  Росії. У  період військової диктатури в Греції (1967–1972) Анна брала участь в русі опору і була вимушена перервати театральну діяльність, так як Театр Лікавіт у неї вилучили, відібрали у неї паспорт, що унеможливило її гастролі за кордоном. В цей час вона працювала друкаркою в експортно-імпортній компанії її чоловіка, Йоргоса Марінакіса, екс-чемпіона світу з легкої атлетики.
Протягом довгого часу Анна Сінодіну викладала у Національній школи драми. З 2004 року Анна викладає античну драму в  Афінської консерваторії.
Анна Сінодіну знімалася в грецьких і зарубіжних фільмах, серіалах, театральних постановках на телебаченні та радіо. У 1962 році на екрани світу вийшов фільм  «Триста спартанців» (режисер Рудольф Мате), що розповідає про легендарний подвиг 300 спартанців у  битві при Фермопілах. У фільмі Анна зіграла роль Горго, дружини царя Леоніда.

### Політична діяльність
У 1974, 1977, 1981, 1985, червні 1989 і листопаді 1989 року Анна обиралася депутатом парламенту. У 1977 році вона стає заступником міністра соціальних служб. На цій посаді вона пропрацювала до 1981 року. Анна Сінодіну є автором багатьох парламентських пропозицій та проектів для законодавчого захисту пенсіонерів, материнства, дітей та людей з обмеженими можливостями. Вона запропонувала ввести до програми середньої школи уроки мистецтва та художньої освіти. За її ініціативою було створено Державну школу танцю. Вона пішла у відставку зі свого поста в 1989 році і з 1990 року не бере участі у політичному житті.

## Літературна діяльність
Анна написала дві книги:
- 1998 — автобіографічна хроніка «Особи і маски» (грец. «Πρόσωπα και προσωπεία»)[7]
- 1999 — (грец. «Αίνος στους Άξιους»)[8]

Сінодіну пише статті для газет і журналів, понад 20 років співпрацює з журналом «Політичні питання» (грец. «Πολιτικά Θέματα»). З 1997 року — почесний член Спілки журналістів щоденних газет.

## Нагороди та премії
Анна Сінодіну була нагороджена медаллю благодіяння і  Орденом Фенікса, медаллю міста Афіни, відзнаками  Данії, Італії,  Франції, Лівану, премією Піранделло та два рази Премією Маріки Котопулі.